# Kazimierz Deyna
Kazimierz Deyna (Starogard Gdański, 23 ottobre 1947 – San Diego, 1º settembre 1989) è stato un calciatore polacco, di ruolo centrocampista.
È spesso considerato il più grande calciatore polacco di tutti i tempi in contrapposizione con Zbigniew Boniek e, da molti osservatori calcistici, assieme al connazionale, uno dei migliori europei in assoluto.

## Carriera
Deyna iniziò a giocare a calcio nel 1958 nelle giovanili della squadra della sua città, il Włókniarz Starogard Gdański. A 19 anni fece una breve esperienza con il ŁKS Łódź, prima di passare al Legia Varsavia dove rimase per oltre dieci anni. Nel nuovo club si rivelò subito un giocatore decisivo, contribuendo con i suoi gol alla vittoria dei campionati 1969 e 1970 e guadagnandosi la convocazione in nazionale.
Il suo esordio con la maglia della Polonia risale al 24 aprile 1968, in un match contro la Turchia. Vestirà la maglia della Nazionale polacca 97 volte, segnando 41 gol che portarono al suo Paese due medaglie olimpiche (oro ai Giochi olimpici del 1972 di Monaco e argento alle Olimpiadi 1976) e un terzo posto al campionato del mondo 1974 (in quell'occasione fu lui a siglare il gol del 2-0 contro l'Italia, fulminando Dino Zoff con un destro in corsa e, di fatto, estromettendo gli azzurri già al 1º turno). Lo stesso anno si piazzò al terzo posto nella classifica per il pallone d'oro.
Nel 1972 fu anche capocannoniere del torneo olimpico con nove gol, di cui i due decisivi nella finale del 10 settembre contro l'Ungheria. Fu capitano della Nazionale nel campionato del mondo 1974 e campionato del mondo 1978, dove la Polonia fu eliminata nel girone di semifinale dal Brasile e dai padroni di casa (nonché futuri campioni mondiali) dell'Argentina.
Dopo i Mondiali di Argentina si trasferì a giocare in Inghilterra con la maglia del Manchester City. Nel 1981 recitò nel film Fuga per la vittoria nel ruolo di Paul Wolcheck. Quello stesso anno si trasferì a giocare negli USA con la maglia dei San Diego Sockers. Dopo 7 stagioni fra NASL e MISL lasciò i Sockers, per i Legends San Diego. I Legends furono anche la sua ultima squadra, prima della sua tragica morte.
Morì a 41 anni in un incidente stradale mentre guidava la sua BMW per le vie di San Diego. La sua maglia numero 10 è stata ritirata dal Legia Varsavia.

## Statistiche

### Cronologia presenze e reti in nazionale
| Cronologia completa delle presenze e delle reti in nazionale ― Polonia | Cronologia completa delle presenze e delle reti in nazionale ― Polonia | Cronologia completa delle presenze e delle reti in nazionale ― Polonia | Cronologia completa delle presenze e delle reti in nazionale ― Polonia | Cronologia completa delle presenze e delle reti in nazionale ― Polonia | Cronologia completa delle presenze e delle reti in nazionale ― Polonia | Cronologia completa delle presenze e delle reti in nazionale ― Polonia | Cronologia completa delle presenze e delle reti in nazionale ― Polonia |
| Data                                                                   | Città                                                                  | In casa                                                                | Risultato                                                              | Ospiti                                                                 | Competizione                                                           | Reti                                                                   | Note                                                                   |
| ---------------------------------------------------------------------- | ---------------------------------------------------------------------- | ---------------------------------------------------------------------- | ---------------------------------------------------------------------- | ---------------------------------------------------------------------- | ---------------------------------------------------------------------- | ---------------------------------------------------------------------- | ---------------------------------------------------------------------- |
| 24-4-1968                                                              | Cracovia                                                               | Polonia                                                                | 8 – 0                                                                  | Turchia                                                                | Amichevole                                                             | -                                                                      |                                                                        |
| 1-5-1968                                                               | Varsavia                                                               | Polonia                                                                | 0 – 0                                                                  | Paesi Bassi                                                            | Amichevole                                                             | -                                                                      |                                                                        |
| 20-6-1968                                                              | Varsavia                                                               | Polonia                                                                | 3 – 6                                                                  | Brasile                                                                | Amichevole                                                             | -                                                                      |                                                                        |
| 20-10-1968                                                             | Stettino                                                               | Polonia                                                                | 1 – 1                                                                  | Germania Ovest                                                         | Amichevole                                                             | -                                                                      |                                                                        |
| 17-12-1968                                                             | Mar del Plata                                                          | Argentina                                                              | 1 – 0                                                                  | Polonia                                                                | Amichevole                                                             | -                                                                      |                                                                        |
| 20-4-1969                                                              | Cracovia                                                               | Polonia                                                                | 8 – 1                                                                  | Lussemburgo                                                            | Qual. Mondiali 1970                                                    | 2                                                                      |                                                                        |
| 30-4-1969                                                              | Ankara                                                                 | Tunisia                                                                | 1 – 3                                                                  | Polonia                                                                | Amichevole                                                             | -                                                                      |                                                                        |
| 7-5-1969                                                               | Rotterdam                                                              | Paesi Bassi                                                            | 1 – 0                                                                  | Polonia                                                                | Qual. Mondiali 1970                                                    | -                                                                      |                                                                        |
| 15-6-1969                                                              | Sofia                                                                  | Bulgaria                                                               | 4 – 1                                                                  | Polonia                                                                | Qual. Mondiali 1970                                                    | 1                                                                      |                                                                        |
| 27-8-1969                                                              | Łódź                                                                   | Polonia                                                                | 6 – 1                                                                  | Norvegia                                                               | Amichevole                                                             | 1                                                                      |                                                                        |
| 7-9-1969                                                               | Cracovia                                                               | Polonia                                                                | 2 – 1                                                                  | Paesi Bassi                                                            | Qual. Mondiali 1970                                                    | -                                                                      |                                                                        |
| 12-10-1969                                                             | Lussemburgo                                                            | Lussemburgo                                                            | 1 – 5                                                                  | Polonia                                                                | Qual. Mondiali 1970                                                    | 2                                                                      |                                                                        |
| 9-11-1969                                                              | Varsavia                                                               | Polonia                                                                | 3 – 0                                                                  | Bulgaria                                                               | Qual. Mondiali 1970                                                    | 1                                                                      |                                                                        |
| 16-5-1970                                                              | Cracovia                                                               | Polonia                                                                | 1 – 1                                                                  | Germania Est                                                           | Amichevole                                                             | 1                                                                      |                                                                        |
| 19-5-1970                                                              | Copenaghen                                                             | Danimarca                                                              | 0 – 2                                                                  | Polonia                                                                | Amichevole                                                             | -                                                                      |                                                                        |
| 2-9-1970                                                               | Danzica                                                                | Polonia                                                                | 5 – 0                                                                  | Danimarca                                                              | Amichevole                                                             | 1                                                                      |                                                                        |
| 6-9-1970                                                               | Rostock                                                                | Germania Est                                                           | 5 – 0                                                                  | Polonia                                                                | Amichevole                                                             | -                                                                      |                                                                        |
| 14-10-1970                                                             | Cracovia                                                               | Polonia                                                                | 3 – 0                                                                  | Albania                                                                | Qual. Euro 1972                                                        | -                                                                      |                                                                        |
| 5-5-1971                                                               | Losanna                                                                | Svizzera                                                               | 2 – 4                                                                  | Polonia                                                                | Amichevole                                                             | 1                                                                      |                                                                        |
| 12-5-1971                                                              | Tirana                                                                 | Albania                                                                | 1 – 1                                                                  | Polonia                                                                | Qual. Euro 1972                                                        | -                                                                      |                                                                        |
| 22-9-1971                                                              | Cracovia                                                               | Polonia                                                                | 5 – 1                                                                  | Turchia                                                                | Qual. Euro 1972                                                        | -                                                                      |                                                                        |
| 17-11-1971                                                             | Amburgo                                                                | Germania Ovest                                                         | 0 – 0                                                                  | Polonia                                                                | Qual. Euro 1972                                                        | -                                                                      |                                                                        |
| 5-12-1971                                                              | Smirne                                                                 | Turchia                                                                | 1 – 0                                                                  | Polonia                                                                | Qual. Euro 1972                                                        | -                                                                      |                                                                        |
| 16-4-1972                                                              | Stara Zagora                                                           | Bulgaria                                                               | 3 – 1                                                                  | Polonia                                                                | Qual. Olimpiadi 1972                                                   | -                                                                      |                                                                        |
| 7-5-1972                                                               | Cracovia                                                               | Polonia                                                                | 3 – 0                                                                  | Bulgaria                                                               | Qual. Olimpiadi 1972                                                   | -                                                                      |                                                                        |
| 10-5-1972                                                              | Poznań                                                                 | Polonia                                                                | 0 – 0                                                                  | Svizzera                                                               | Amichevole                                                             | -                                                                      |                                                                        |
| 28-8-1972                                                              | Ingolstadt                                                             | Polonia                                                                | 5 – 1                                                                  | Colombia                                                               | Olimpiadi 1972 - 1º turno                                              | 2                                                                      |                                                                        |
| 30-8-1972                                                              | Ratisbona                                                              | Polonia                                                                | 4 – 0                                                                  | Ghana                                                                  | Olimpiadi 1972 - 1º turno                                              | 1                                                                      |                                                                        |
| 1-9-1972                                                               | Norimberga                                                             | Germania Est                                                           | 1 – 2                                                                  | Polonia                                                                | Olimpiadi 1972 - 1º turno                                              | -                                                                      |                                                                        |
| 3-9-1972                                                               | Ratisbona                                                              | Danimarca                                                              | 1 – 1                                                                  | Polonia                                                                | Olimpiadi 1972 - 2º turno                                              | 1                                                                      |                                                                        |
| 5-9-1972                                                               | Augusta                                                                | Polonia                                                                | 2 – 1                                                                  | Unione Sovietica                                                       | Olimpiadi 1972 - 2º turno                                              | 1                                                                      |                                                                        |
| 8-9-1972                                                               | Norimberga                                                             | Marocco                                                                | 0 – 5                                                                  | Polonia                                                                | Olimpiadi 1972 - 2º turno                                              | 2                                                                      |                                                                        |
| 10-9-1972                                                              | Monaco di Baviera                                                      | Polonia                                                                | 2 – 1                                                                  | Ungheria                                                               | Olimpiadi 1972 - Finale                                                | 2                                                                      |                                                                        |
| 15-10-1972                                                             | Bydgoszcz                                                              | Polonia                                                                | 3 – 0                                                                  | Cecoslovacchia                                                         | Amichevole                                                             | 2                                                                      |                                                                        |
| 20-3-1973                                                              | Łódź                                                                   | Polonia                                                                | 4 – 0                                                                  | Stati Uniti                                                            | Amichevole                                                             | -                                                                      |                                                                        |
| 28-3-1973                                                              | Cardiff                                                                | Galles                                                                 | 2 – 0                                                                  | Polonia                                                                | Qual. Mondiali 1974                                                    | -                                                                      |                                                                        |
| 13-5-1973                                                              | Varsavia                                                               | Polonia                                                                | 2 – 2                                                                  | Jugoslavia                                                             | Amichevole                                                             | -                                                                      |                                                                        |
| 6-6-1973                                                               | Cracovia                                                               | Polonia                                                                | 2 – 0                                                                  | Inghilterra                                                            | Qual. Mondiali 1974                                                    | -                                                                      |                                                                        |
| 1-8-1973                                                               | Toronto                                                                | Canada                                                                 | 1 – 3                                                                  | Polonia                                                                | Amichevole                                                             | -                                                                      |                                                                        |
| 3-8-1973                                                               | San Diego                                                              | Stati Uniti                                                            | 0 – 1                                                                  | Polonia                                                                | Amichevole                                                             | -                                                                      |                                                                        |
| 5-8-1973                                                               | Los Angeles                                                            | Polonia                                                                | 1 – 0                                                                  | Messico                                                                | Amichevole                                                             | -                                                                      |                                                                        |
| 8-8-1973                                                               | San Nicolás de los Garza                                               | Messico                                                                | 1 – 2                                                                  | Polonia                                                                | Amichevole                                                             | -                                                                      |                                                                        |
| 12-8-1973                                                              | New Britain                                                            | Stati Uniti                                                            | 1 – 0                                                                  | Polonia                                                                | Amichevole                                                             | -                                                                      |                                                                        |
| 19-8-1973                                                              | Varna                                                                  | Bulgaria                                                               | 0 – 2                                                                  | Polonia                                                                | Amichevole                                                             | -                                                                      |                                                                        |
| 26-9-1973                                                              | Varsavia                                                               | Polonia                                                                | 3 – 0                                                                  | Galles                                                                 | Qual. Mondiali 1974                                                    | -                                                                      |                                                                        |
| 10-10-1973                                                             | Amsterdam                                                              | Paesi Bassi                                                            | 1 – 1                                                                  | Polonia                                                                | Amichevole                                                             | 1                                                                      |                                                                        |
| 17-10-1973                                                             | Londra                                                                 | Inghilterra                                                            | 1 – 1                                                                  | Polonia                                                                | Qual. Mondiali 1974                                                    | -                                                                      |                                                                        |
| 21-10-1973                                                             | Dublino                                                                | Irlanda                                                                | 1 – 0                                                                  | Polonia                                                                | Amichevole                                                             | -                                                                      |                                                                        |
| 17-4-1974                                                              | Liegi                                                                  | Belgio                                                                 | 1 – 1                                                                  | Polonia                                                                | Amichevole                                                             | 1                                                                      |                                                                        |
| 15-6-1974                                                              | Stoccarda                                                              | Polonia                                                                | 3 – 2                                                                  | Argentina                                                              | Mondiali 1974 - 1º turno                                               | -                                                                      |                                                                        |
| 19-6-1974                                                              | Monaco di Baviera                                                      | Haiti                                                                  | 0 – 7                                                                  | Polonia                                                                | Mondiali 1974 - 1º turno                                               | 1                                                                      |                                                                        |
| 23-6-1974                                                              | Stoccarda                                                              | Italia                                                                 | 1 – 2                                                                  | Polonia                                                                | Mondiali 1974 - 1º turno                                               | 1                                                                      |                                                                        |
| 26-6-1974                                                              | Stoccarda                                                              | Polonia                                                                | 1 – 0                                                                  | Svezia                                                                 | Mondiali 1974 - 2º turno                                               | -                                                                      |                                                                        |
| 30-6-1974                                                              | Francoforte sul Meno                                                   | Jugoslavia                                                             | 1 – 2                                                                  | Polonia                                                                | Mondiali 1974 - 2º turno                                               | 1                                                                      |                                                                        |
| 3-7-1974                                                               | Francoforte sul Meno                                                   | Germania Ovest                                                         | 1 – 0                                                                  | Polonia                                                                | Mondiali 1974 - 2º turno                                               | -                                                                      |                                                                        |
| 6-7-1974                                                               | Monaco di Baviera                                                      | Polonia                                                                | 1 – 0                                                                  | Brasile                                                                | Mondiali 1974 - Finale per il 3º posto                                 | -                                                                      |                                                                        |
| 4-9-1974                                                               | Harare                                                                 | Germania Est                                                           | 3 – 1                                                                  | Polonia                                                                | Amichevole                                                             | -                                                                      |                                                                        |
| 7-9-1974                                                               | Saint-Denis                                                            | Francia                                                                | 2 – 0                                                                  | Polonia                                                                | Amichevole                                                             | -                                                                      |                                                                        |
| 9-10-1974                                                              | Poznań                                                                 | Polonia                                                                | 3 – 0                                                                  | Finlandia                                                              | Qual. Euro 1976                                                        | -                                                                      |                                                                        |
| 13-11-1974                                                             | Praga                                                                  | Cecoslovacchia                                                         | 2 – 2                                                                  | Polonia                                                                | Amichevole                                                             | -                                                                      |                                                                        |
| 26-3-1975                                                              | Danzica                                                                | Polonia                                                                | 7 – 0                                                                  | Stati Uniti                                                            | Amichevole                                                             | 3                                                                      |                                                                        |
| 19-4-1975                                                              | Roma                                                                   | Italia                                                                 | 0 – 0                                                                  | Polonia                                                                | Qual. Euro 1976                                                        | -                                                                      |                                                                        |
| 24-6-1975                                                              | Seattle                                                                | Stati Uniti                                                            | 0 – 4                                                                  | Polonia                                                                | Amichevole                                                             | -                                                                      |                                                                        |
| 6-7-1975                                                               | Montréal                                                               | Canada                                                                 | 1 – 8                                                                  | Polonia                                                                | Amichevole                                                             | 2                                                                      |                                                                        |
| 9-7-1975                                                               | Toronto                                                                | Canada                                                                 | 1 – 4                                                                  | Polonia                                                                | Amichevole                                                             | 1                                                                      |                                                                        |
| 10-9-1975                                                              | Cracovia                                                               | Polonia                                                                | 4 – 1                                                                  | Paesi Bassi                                                            | Qual. Euro 1976                                                        | -                                                                      |                                                                        |
| 15-10-1975                                                             | Utrecht                                                                | Paesi Bassi                                                            | 3 – 0                                                                  | Polonia                                                                | Qual. Euro 1976                                                        | -                                                                      |                                                                        |
| 26-10-1975                                                             | Varsavia                                                               | Polonia                                                                | 0 – 0                                                                  | Italia                                                                 | Qual. Euro 1976                                                        | -                                                                      |                                                                        |
| 24-3-1976                                                              | Varsavia                                                               | Polonia                                                                | 1 – 2                                                                  | Argentina                                                              | Amichevole                                                             | -                                                                      |                                                                        |
| 24-4-1976                                                              | Lens                                                                   | Francia                                                                | 2 – 0                                                                  | Polonia                                                                | Amichevole                                                             | -                                                                      |                                                                        |
| 18-7-1976                                                              | Ottawa                                                                 | Polonia                                                                | 0 – 0                                                                  | Cuba                                                                   | Olimpiadi 1976 - 1º turno                                              | -                                                                      |                                                                        |
| 22-7-1976                                                              | Montréal                                                               | Polonia                                                                | 3 – 2                                                                  | Iran                                                                   | Olimpiadi 1976 - 1º turno                                              | 1                                                                      |                                                                        |
| 25-7-1976                                                              | Montréal                                                               | Polonia                                                                | 5 – 0                                                                  | Corea del Nord                                                         | Olimpiadi 1976 - Quarti di finale                                      | -                                                                      |                                                                        |
| 28-7-1976                                                              | Toronto                                                                | Polonia                                                                | 2 – 0                                                                  | Brasile                                                                | Olimpiadi 1976 - Semifinale                                            | -                                                                      |                                                                        |
| 31-7-1976                                                              | Montréal                                                               | Germania Est                                                           | 3 – 1                                                                  | Polonia                                                                | Olimpiadi 1976 - Finale                                                | -                                                                      |                                                                        |
| 16-10-1976                                                             | Porto                                                                  | Portogallo                                                             | 0 – 2                                                                  | Polonia                                                                | Qual. Mondiali 1978                                                    | -                                                                      |                                                                        |
| 31-10-1976                                                             | Varsavia                                                               | Polonia                                                                | 5 – 0                                                                  | Cipro                                                                  | Qual. Mondiali 1978                                                    | 2                                                                      |                                                                        |
| 13-4-1977                                                              | Budapest                                                               | Ungheria                                                               | 2 – 1                                                                  | Polonia                                                                | Amichevole                                                             | -                                                                      |                                                                        |
| 24-4-1977                                                              | Dublino                                                                | Irlanda                                                                | 0 – 0                                                                  | Polonia                                                                | Amichevole                                                             | -                                                                      |                                                                        |
| 1-5-1977                                                               | Brøndby                                                                | Danimarca                                                              | 1 – 2                                                                  | Polonia                                                                | Qual. Mondiali 1978                                                    | -                                                                      |                                                                        |
| 15-5-1977                                                              | Nicosia                                                                | Cipro                                                                  | 1 – 3                                                                  | Polonia                                                                | Qual. Mondiali 1978                                                    | -                                                                      |                                                                        |
| 29-5-1977                                                              | Buenos Aires                                                           | Argentina                                                              | 3 – 1                                                                  | Polonia                                                                | Amichevole                                                             | -                                                                      |                                                                        |
| 10-6-1977                                                              | Lima                                                                   | Perù                                                                   | 1 – 3                                                                  | Polonia                                                                | Amichevole                                                             | 1                                                                      |                                                                        |
| 12-6-1977                                                              | La Paz                                                                 | Bolivia                                                                | 1 – 2                                                                  | Polonia                                                                | Amichevole                                                             | -                                                                      |                                                                        |
| 19-6-1977                                                              | San Paolo                                                              | Brasile                                                                | 3 – 1                                                                  | Polonia                                                                | Amichevole                                                             | -                                                                      |                                                                        |
| 24-8-1977                                                              | Vienna                                                                 | Austria                                                                | 2 – 1                                                                  | Polonia                                                                | Amichevole                                                             | -                                                                      |                                                                        |
| 21-9-1977                                                              | Chorzów                                                                | Polonia                                                                | 4 – 1                                                                  | Danimarca                                                              | Qual. Mondiali 1978                                                    | 1                                                                      |                                                                        |
| 29-10-1977                                                             | Chorzów                                                                | Polonia                                                                | 1 – 1                                                                  | Portogallo                                                             | Qual. Mondiali 1978                                                    | 1                                                                      |                                                                        |
| 12-11-1977                                                             | Breslavia                                                              | Polonia                                                                | 2 – 1                                                                  | Svezia                                                                 | Amichevole                                                             | 1                                                                      |                                                                        |
| 22-3-1978                                                              | Lussemburgo                                                            | Lussemburgo                                                            | 1 – 3                                                                  | Polonia                                                                | Amichevole                                                             | -                                                                      |                                                                        |
| 5-4-1978                                                               | Poznań                                                                 | Polonia                                                                | 5 – 2                                                                  | Grecia                                                                 | Amichevole                                                             | 2                                                                      |                                                                        |
| 12-4-1978                                                              | Łódź                                                                   | Polonia                                                                | 3 – 0                                                                  | Irlanda                                                                | Amichevole                                                             | 1                                                                      |                                                                        |
| 26-4-1978                                                              | Varsavia                                                               | Polonia                                                                | 1 – 0                                                                  | Bulgaria                                                               | Amichevole                                                             | -                                                                      |                                                                        |
| 1-6-1978                                                               | Buenos Aires                                                           | Germania Ovest                                                         | 0 – 0                                                                  | Polonia                                                                | Mondiali 1978 - 1º turno                                               | -                                                                      |                                                                        |
| 6-6-1978                                                               | Rosario                                                                | Polonia                                                                | 1 – 0                                                                  | Tunisia                                                                | Mondiali 1978 - 1º turno                                               | -                                                                      |                                                                        |
| 10-6-1978                                                              | Rosario                                                                | Polonia                                                                | 3 – 1                                                                  | Messico                                                                | Mondiali 1978 - 1º turno                                               | 1                                                                      |                                                                        |
| 14-6-1978                                                              | Rosario                                                                | Argentina                                                              | 2 – 0                                                                  | Polonia                                                                | Mondiali 1978 - 2º turno                                               | -                                                                      |                                                                        |
| 18-6-1978                                                              | Mendoza                                                                | Polonia                                                                | 1 – 0                                                                  | Perù                                                                   | Mondiali 1978 - 2º turno                                               | -                                                                      |                                                                        |
| 21-6-1978                                                              | Mendoza                                                                | Brasile                                                                | 3 – 1                                                                  | Polonia                                                                | Mondiali 1978 - 2º turno                                               | -                                                                      |                                                                        |
| Totale                                                                 |                                                                        | Presenze (8º posto)                                                    | 97                                                                     |                                                                        | Reti (4º posto)                                                        | 43                                                                     |                                                                        |

## Palmarès

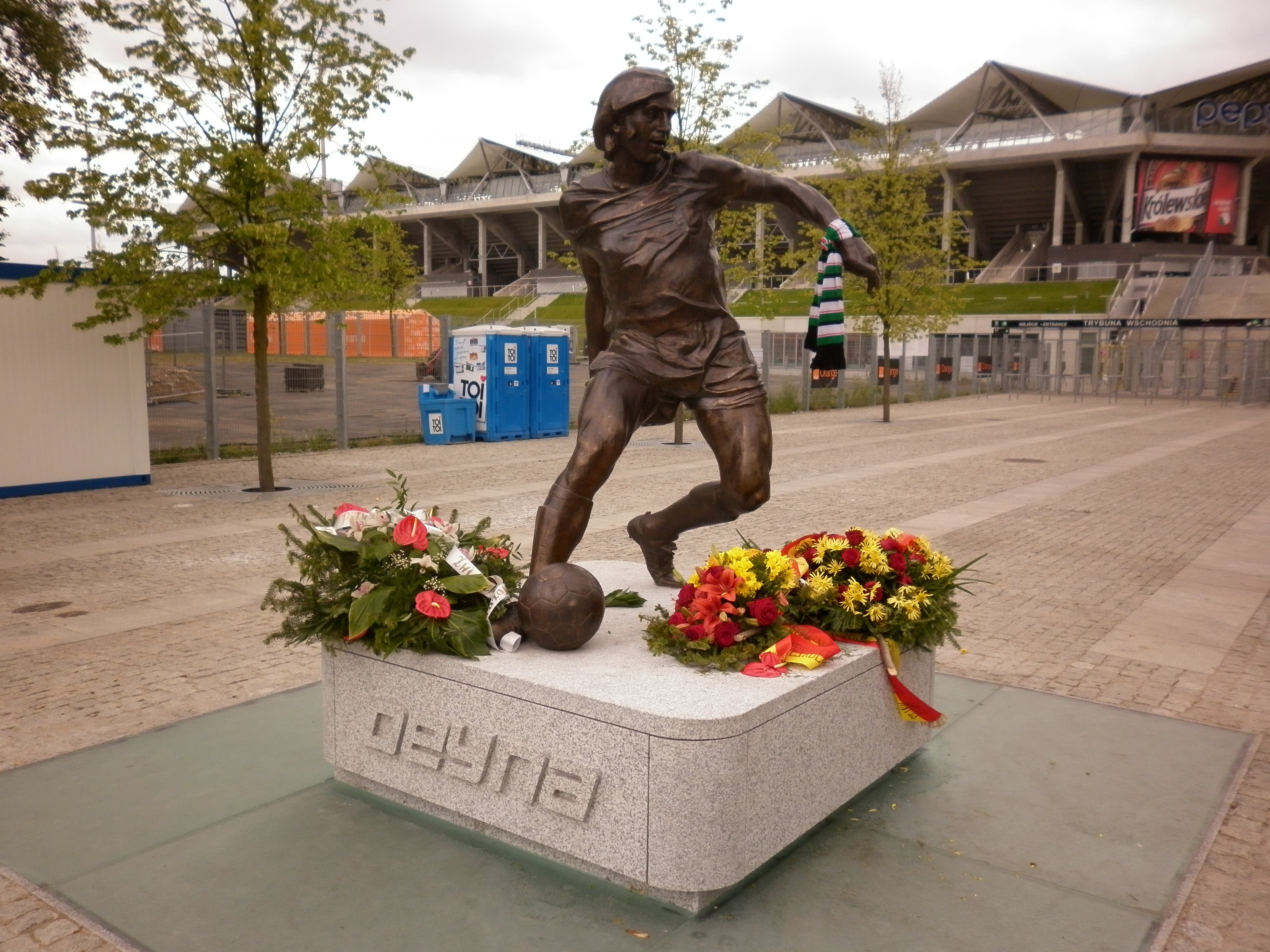
Il monumento di Kazimierz Deyna

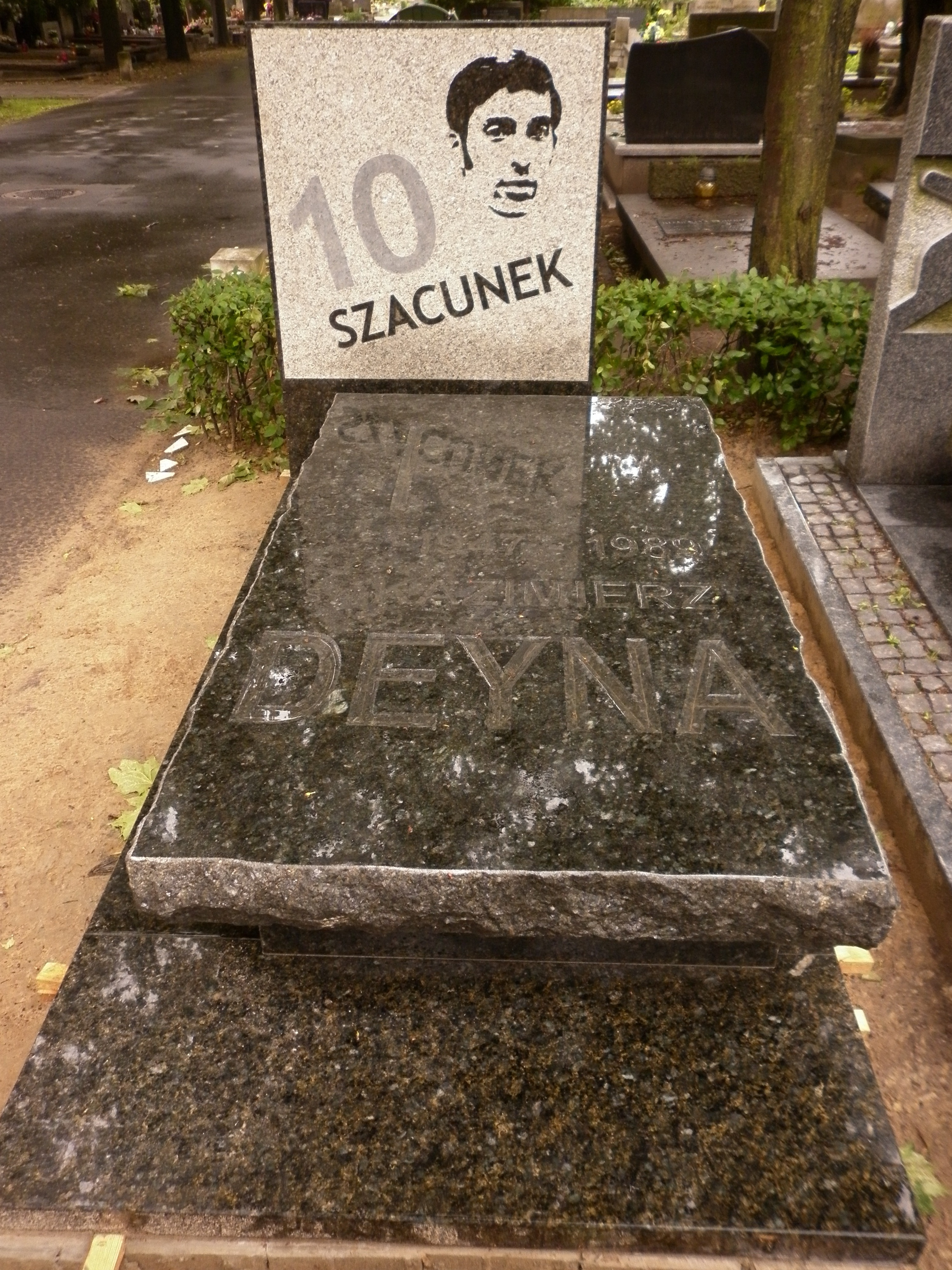
La tomba di Kazimierz Deyna

### Club
- Campionato polacco: 2

Legia Varsavia: 1968-1969, 1969-1970
- Coppa di Polonia: 2

Legia Varsavia: 1966, 1973

### Nazionale
- Oro olimpico: 1

Monaco di Baviera 1972
- Argento olimpico: 1

Montréal 1976

### Individuale
- Capocannoniere dei Giochi olimpici: 1

Monaco di Baviera 1972 (9 gol)
- Calciatore polacco dell'anno: 2

1973, 1974